# صموئيل الكنز
صموئيل الكنز (بالإنجليزية: Samuel Hoard)‏ (و. 1800 – 1889 م) هو سياسي من الولايات المتحدة الأمريكية .